# Castillo de La Adrada
El castillo de La Adrada está situado en la localidad abulense de La Adrada, situada en el Valle del Tiétar. Consta de una muralla y un recinto interior en el que originalmente existía una iglesia gótica, posible origen de la fortificación. Esta iglesia interior data del siglo XIV, mientras que la muralla circundante parece corresponder al siglo XV. Esta muralla exterior se empezó a construir a finales del siglo XIV por el Condestable Ruy López Dávalos, a quien le fue concedida la villa de La Adrada por parte de Enrique III de Castilla. El castillo pasó a manos de Don Álvaro de Luna durante el reinado de Juan II de Castilla, y a Beltrán de la Cueva bajo reinado de Enrique IV de Castilla. En el siglo XVII pasó a pertenecer a la Casa Montijo y en el siglo XIX a la Casa de Alba.  Tras verse sometido a un intenso proceso de deterioro el castillo fue cedido al Ayuntamiento de La Adrada y ha sido restaurado y rehabilitado. En la actualidad alberga el Centro de Interpretación Histórica del Valle del Tiétar.

## Construcción
Está construido alrededor y sobre una iglesia de la que quedan su cabecera y parte de los muros laterales. La cabecera  es un gran ábside de mampostería con tres ventanas en derrame, cubierto con una bóveda de horno de ladrillo, en cuyo frente se abre una ventana aspillera en derrame, a donde se accede por una gran arco de triunfo. Este arco es  apuntado, de unas cincuenta dovelas de sillería con molduras en las aristas exteriores, casi todas ellas con marcas de cantería en su cara central. En el interior de la nave, se adosaron perpendicularmente sendos muros para compartimentar el espacio. A este ábside se superpuso una torre siguiendo la forma semicircular peraltada entre los siglos XV y XVI, a juzgar por las troneras-buzón que exhibe.
Esta iglesia forma el núcleo central de la fortificación completado con muros sobreelevados de almenas macizadas, calados de ventanas aspilleras.
En el interior de este recinto se sitúa el aljibe, con boca de ladrillo, y estancias o pasadizos subterráneos de estructuras adinteladas y abovedadas de sillería.
Un muro menor de sillarejo, de mejor factura que el resto, recorre el exterior a modo de barbacana, aprovechando las rocas del terreno, alternándose cubos circulares que poseen troneras de ojo de cerradura invertida.
La entrada del recinto se hace bajo arco rebajado coronado por dos troneras y bóveda interior, flanqueada de dos cubos menores, todo ello en sillería. Al interior, quedan los huecos de donde se introducía la tranca, que reforzaba la solidez de la puerta. Enfrente, una plataforma servía para apoyar el puente levadizo que salvaba el foso que rodea toda la fortaleza.